# Zaoqiao
Zaoqiao (chinesisch 造橋鄉, Pinyin Zàoqiáo Xiāng, Tongyong Pinyin Shihtán Siang, Hokkien Chō-kiô-hiong, Hakka Cho-khièu-hiông), oder auch Zaociao, ist eine Landgemeinde (鄉,  Xiāng) im Landkreis Miaoli in der Republik China (Taiwan).

## Lage und Klima
Das Gemeindegebiet hat eine langgestreckte Form ähnlich einer Trompete, wobei das Mundstück nach Osten zeigt. Die angrenzenden Gemeinden sind Zhunan im Norden, Toufen und Sanwan im Nordosten, Shitan im Osten, Touwu im Süden und Houlong im Westen. Im Osten ist das Terrain hügeliger und hat Anteil an der Baojiao-Bergkette (八角崠山脈). Im Norden wird die Grenze vom Zhonggang-Fluss (中港溪, Zhonggang Xi) gebildet und im Nordosten vom Nangang-Fluss (南港溪, Nangang Xi). Den höchsten Punkt bildet der 418 m hohe Berg Sanjan (Sanjanshan, 三尖山, ), der an der Grenze zur Nachbargemeinde Shitan liegt. Nach Nordwesten hin wird das Terrain immer flacher und geht in die Schwemmebene des Zhonggang-Flusses über.
In Zaoqiao herrscht ein subtropisches Klima mit einem relativ heißen und feuchten Frühling und Sommer und einer Jahresmitteltemperatur von 22,3 °C (maximal im Juli mit 28,7 °C, minimal im Januar mit 15,4 °C). Die Regenzeit liegt hauptsächlich zwischen Mai bis September, wobei die Niederschläge von der Küste zu den Bergen hin zunehmen. Der durchschnittliche Jahresniederschlag beträgt etwa 1800 mm in den Ebenen und 2000 mm in den Bergen. Hauptniederschlagsquellen sind der Südwestmonsun im Frühjahr und Sommer, der „Pflaumenregen“ (梅雨) Mitte Mai bis Mitte Juni und Taifune sowie der Winterregen.

## Geschichte
Nach der Inkorporierung Taiwans in das chinesische Kaiserreich der Qing-Dynastie im Jahr 1683 wurde das Gebiet ab dem Jahr 1711 von chinesischen Truppen erstmals betreten. Anfänglich bestand offiziell ein Einwanderungsverbot vom chinesischen Festland nach Taiwan, da die chinesische Verwaltung die Insel, auf die sich viele Anhänger der früheren Ming-Dynastie geflüchtet hatten, zunächst stabilisieren wollten. 1721 ereignete sich auf Taiwan der Aufstand von Zhu Yigui gegen die Qing-Herrschaft. Dem Aufstand schlossen sich erhebliche Teile der Bevölkerung an. Die Hakka-Gemeinden blieben den Qing-Herrschern jedoch treu und unterstützten die Niederschlagung, die rasch erfolgte. Daraufhin öffnete der Qing-Hof im Jahr 1732, im vorletzten Herrschaftsjahr Yongzhengs, das Gebiet des heutigen Landkreises Miaoli für Hakka-Einwanderer aus der Provinz Guangdong. In den Jahren 1723 bis 1735 strömten viele Hakka in die Region. Zwischen der Daoguang- und Xianfeng-Periode der Qing-Dynastie bis zur Tongzhi-Periode (1821–1874) wurden alle Gebiete westlich der Bajiao-Berge und der Guandaoshan-Berge (關刀山山脈) im heutigen Landkreis Miaoli durch Han-Chinesen besiedelt.
Nach der Annexion Taiwans durch Japan 1895 wurde die Verwaltung mehrfach reorganisiert und ab 1920 war Zaoqiao ein Dorf im Bezirk Zhunan (竹南區) in der Präfektur Shinchiku (新竹州). Einen deutlichen wirtschaftlichen Aufschwung erlebte Zaoqiao, nachdem 1908 die Längslinie der heutigen Taiwanischen Eisenbahn für den Verkehr freigegeben wurde. In Zaoqiao wurde ein Bahnhof eingerichtet. Als Taiwan 1945 zur Republik China kam, wurden die japanischen Verwaltungseinheiten unter anderen Namen weitergeführt. Aus dem Dorf Zaqiao wurde die Landgemeinde Zaqiao und aus der Präfektur Shinchiko der Landkreis Hsinchu. 1950 erfolgte eine neue Verwaltungsreform. Die Bezirksebene wurde abgeschafft und der Landkreis Hsinchu in die Landkreise Hsinchu, Taoyuan und Miaoli aufgeteilt. Seither ist Zaoqiao eine Gemeinde im Landkreis Miaoli.

## Bevölkerung
Die Mehrheit der Bewohner (über 80 %) gehört der Hakka-Volksgruppe an. Angehörige indigener Völker machen einen Anteil von etwa 0,9 % aus (Ende 2019 115 Personen) und gehören überwiegend der Ethnie der Saisiyat an.
| Gliederung Zaoqiaos |
|                     |

## Verwaltungsgliederung

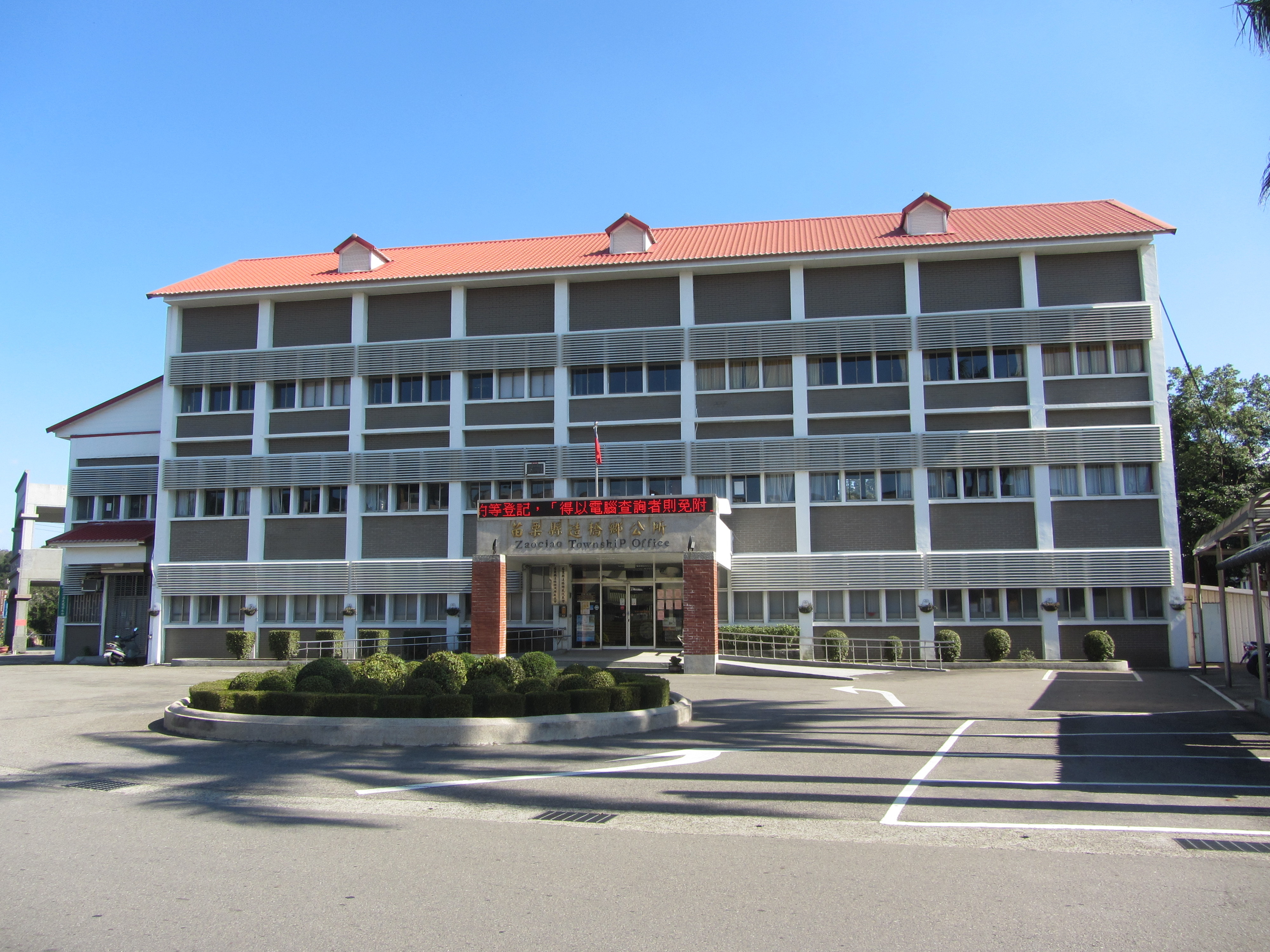
Gemeindebüro

Nach 1945 war Zaqiao zunächst in 10 Dörfer (村,  Cūn) untergliedert. Im Jahr 1978 wurde das Dorf Yuanfeng (原豐村) aufgelöst und das Gebiet auf die Nachbardörfer Zaoqiao und Pingxing aufgeteilt. Seither bestehen die folgenden 9 Dörfer:
1 Longsheng (龍昇村)

2 Tanwen (談文村)

3 Chaoyang (朝陽村)

4 Zaoqiao (造橋村)

5 Fenghu (豐湖村)

6 Pingxing (平興村)

7 Daxi (大西村)

8 Jinshui (錦水村)

9 Dalong (大龍村)

## Wirtschaft
Das früher in Zaoqiao ansässige örtliche Töpfer- und Köhlergewerbe ist mittlerweile weitgehend verschwunden. Haupterwerbszweige sind die Landwirtschaft und der Tourismus. Ein überregional bekanntes landwirtschaftliches Produkt sind Kürbisse sowie Tee (Longfeng-Tee, 龍鳳茶). Die Viehzucht spielt eine Rolle.

## Verkehr
Das Gebiet von Zaoqiao wird von mehreren großen Verkehrsadern durchschnitten. Ganz am westlichen Rand verläuft die Nationalstraße 3 (Autobahn). Etwa in der Mitte verläuft durch die Dörfer Zaoqiao und Pingxing die Nationalstraße 1 in Nord-Süd-Richtung. Weitere große Straßenverbindungen sind die Provinzstraße 1 im Westen (in südwestlicher Richtung), östlich davon die Provinzstraße 17a ((17甲), ebenfalls in südwestlicher Richtung) und die Provinzstraße 13 durch die Dörfer Daxi und Jinshui in Nord-Süd-Richtung.
Eisenbahnverbindungen sind zum einen die beiden Streckenzweige der Längslinie der Taiwanischen Eisenbahn, die Berglinie, die durch die Dörfer Zaoqiao, Fenghu und Pingxing führt und im Dorf Zaoqiao einen Haltebahnhof aufweist, und die Küstenlinie entlang des Zhonggang-Flusses, die den Haltebahnhof Tanwen hat. Zum anderen verläuft die Trasse der Taiwanischen Hochgeschwindigkeitsbahn (THSR) in gerader südsüdwestlicher Richtung zentral durch Zaoqiao, verfügt hier jedoch über keinen Haltebahnhof.
Am 15. November 1991 ereignete sich mit dem Zusammenstoß zweier Züge einer der schwersten Unfälle der taiwanischen Eisenbahngeschichte. Dabei starben 30 Personen und mehr als 100 wurden verletzt.

## Höhere Bildungseinrichtungen

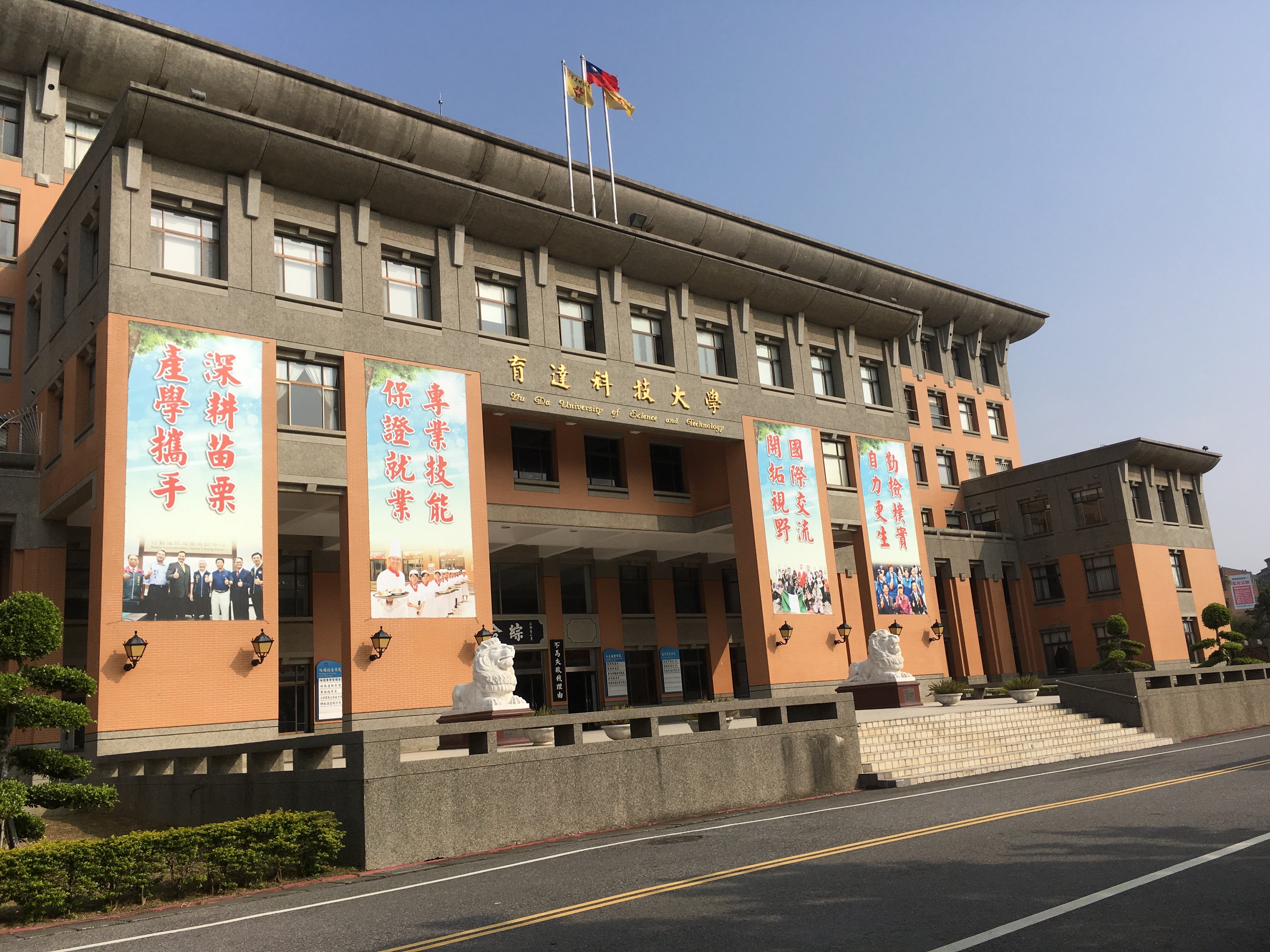
Verwaltungsgebäude der Yu-Da-Universität

Im Dorf Tanwen befindet sich der Standort der Yu-Da-Universität für Naturwissenschaften und Technik (YDU, 育達科技大學, ). Die Hochschule in privater Trägerschaft wurde 1999 als Wirtschaftshochschule gegründet und 2009 in den Rang einer Universität erhoben.

## Besonderheiten, Tourismus
Die Gemeindeverwaltung ist bemüht, den Tourismus zu entwickeln. Hauptanziehungspunkt ist die Natur. Im Dorf Daxi befindet sich ein kleines Holzkohlemuseum (造橋木炭博物館, ), das an das früher in Zaoqiao betriebene Gewerbe der Holzkohlegewinnung erinnert.